# 118e brigade de défense territoriale
Pour les articles homonymes, voir 118e brigade.
La 118e brigade de défense territoriale (en ukrainien : 118-та окрема бригада територіальної оборони, abrégé en 118 ОБрТрО ;  numéro d'unité militaire А7046) est la brigade de l'oblast de Tcherkassy de la Force de défense territoriale des Forces armées de l'Ukraine.

## Historique
Elle fait partie de l'administration régionale nord de la Force de défense territoriale (sur le territoire du commandement opérationnel nord)

## Structure
- Quartier général (Tcherkassy)